# Elias Levita
Elias Levita (Hebreu: אליהו בן אשר בחור) também conhecido por Elijah Levita, Eliahu Bakhur ("Eliahu Bachur") (Ipsheim, 13 de fevereiro de 1469 – Veneza, 28 de janeiro de 1549) foi um poeta, professor, um pioneiro escritor em língua iídiche, no período da Renascença. Ele foi o autor do Bovo-Bukh (escrito em 1507-1508), o romance de cavalaria mais popular escrito em iídiche. Morando por uma década na casa do cardeal Egidio da Viterbo, ele também foi um dos principais tutores de notáveis cristãos no misticismo hebraico e judaico durante o Renascimento.

## Vida e trabalho
Nascido em Neustadt, perto de Nuremberg, em uma família judia de status levítico, ele era o mais novo de nove irmãos. Ele preferia chamar a si mesmo de "Ashkenazi" e também tinha o apelido de "Bachur", o jovem ou estudante, que posteriormente deu como título à sua gramática hebraica.

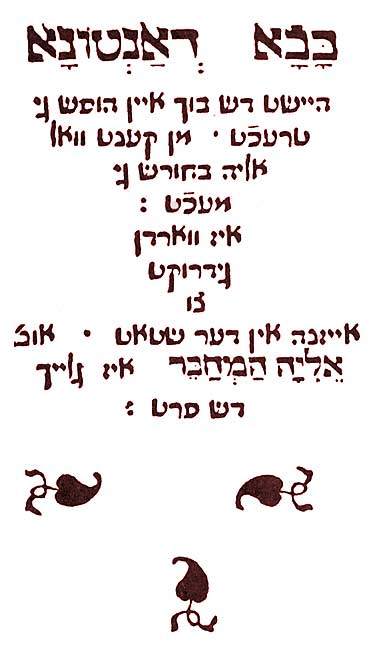
Versão impressa de Bovo Bukh

Durante sua juventude, os judeus foram expulsos desta área. Ele então se mudou para a Itália, que continuaria sendo sua casa. Em Pádua, em 1504, ele escreveu as 650 estrofes ottava rima do Bovo-Bukh, baseadas no romance popular Buovo d'Antona, que, por sua vez, foi baseado no romance anglo-normando de Sir Bevis de Hampton.
Em 1514, ele estava morando em Veneza, onde escreveu duas pasquinadas satíricas mordazes. Nesse mesmo ano mudou-se para Roma, onde adquiriu um amigo e patrono, o humanista da Renascença e cardeal Egidio da Viterbo (1471–1532) de Viterbo, em cujo palácio viveu por mais de dez anos. Levita ensinou hebraico a Egidio e copiou manuscritos hebraicos - principalmente relacionados à Cabala - para a biblioteca do cardeal. A primeira edição do Baḥur de Levita (Roma, 1518) é dedicada a Egidio, a quem Levita dedicou sua Concordância (1521).
O saque de Roma de 1527 mandou Levita ao exílio mais uma vez, de volta a Veneza, onde trabalhou como revisor e ensinou hebraico. Levita publicou em Veneza um tratado sobre as leis da cantilação intitulado Sefer Tuv Ta'am. Aos setenta anos de idade, Levita deixou sua esposa e filhos e partiu em 1540 para Isny, na Baviera, aceitando o convite de Paul Fagius para supervisionar sua impressora hebraica ali. Durante a estada de Elia com Fagius (até 1542 em Isny), ele publicou as seguintes obras: Tishbi, um dicionário com foco em palavras que não aparecem no Arukh, contendo 712 palavras usadas no Talmud e Midrash, com explicações em alemão e uma tradução latina de Fagius (Isny, 1541); Sefer Meturgeman, explicando todas as palavras aramaicas encontradas no Targum (Isny, 1541); Shemot Devarim, uma lista alfabética das palavras técnicas do hebraico (Isny, 1542); e uma edição nova e revisada do Bachur. Enquanto na Alemanha, ele também imprimiu seu Bovo-Bukh. Ao retornar a Veneza, apesar de sua grande idade, Elia trabalhou em edições de várias obras, incluindo Miklol de David Kimhi, que ele também comentou.

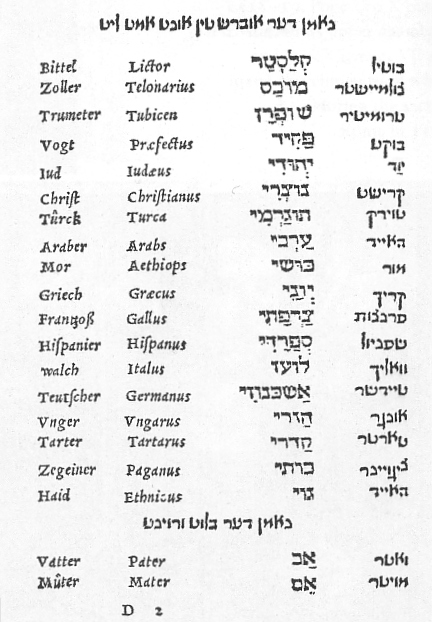
Uma página do dicionário Iídiche-Hebreu-Latim-Alemão de Levita

Elia Levita morreu em 28 de janeiro de 1549 em Veneza, aos 80 anos. Seu monumento no cemitério da comunidade judaica em Veneza se orgulha de que "ele iluminou a escuridão da gramática e a transformou em luz".
No período que viu o surgimento da Reforma e deu ao estudo da Bíblia Hebraica e à sua língua uma importância na história do mundo, Levita promoveu o estudo do hebraico nos círculos cristãos por sua atividade como professor e por seu escritos. A seus alunos pertencem especialmente Sebastian Münster, que traduziu as obras gramaticais de Levita para o latim, e Georges de Selve, bispo de Lavaur, embaixador francês em Veneza. Foi também nessa época que ele conheceu Samson Ha-Nakdan.
Ele tem descendentes que vivem hoje, incluindo o ex-primeiro-ministro britânico David Cameron, que o descreve como "meu antepassado Elijah Levita, que escreveu o que se acredita ter sido o primeiro romance iídiche".

## Trabalhos
- Elia Levita Bachur's Bovo-Buch: A Translation of the Old Yiddish Edition of 1541 with Introduction and Notes por Elia Levita Bachur, traduzido e notas por Jerry C. Smith, Fenestra Books, 2003, ISBN 1-58736-160-4.
- Helia Levita (das ist: Elijah Levita): שְמוֹתֿ דְבָֿרִים [...]   Nomenclatura Hebraica Autore Helia Levita Germano Grammatico, in gratiam omnium tyronum ac studiosorum linguæ sanctę. Isny, publicado por Paul Fagius, 1542.

- Kaltenstadler, Wilhelm (ed.), Helia Levita: Nomenclatura Hebraica: Wörterbuch Jiddisch-Deutsch-Latein-Hebräisch. [Nomenclatura Herbraica: Yiddish-German-Latin-Hebrew Dictionary], facsimile, Utopia Boulevard U.B.W. Press, Hamburg 2004, ISBN 3-9809509-6-4.
- Rosenfeld, Moshe N. (ed.): Nomenclatura Hebraica. Londres 1988, OCLC 233860721.

- Breve descrição em inglês p. 189. (books.google.com)

- Paris and Vienna (atribuído)
- Poemas mais curtos diversos
- O Massoreth Ha-Massoreth de Elias Levita, sendo uma exposição das notas massoréticas sobre a Bíblia hebraica, ou o antigo aparato crítico do Antigo Testamento em hebraico, com uma tradução para o inglês e notas críticas e explicativas, Londres, Longmans, 1867[6]